# Église de Carthage

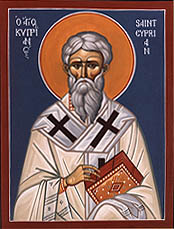
Cyprien de Carthage, Thascius Caecilius Cyprianus, évêque de Carthage, Père de l'Église, est mort martyr en 258.

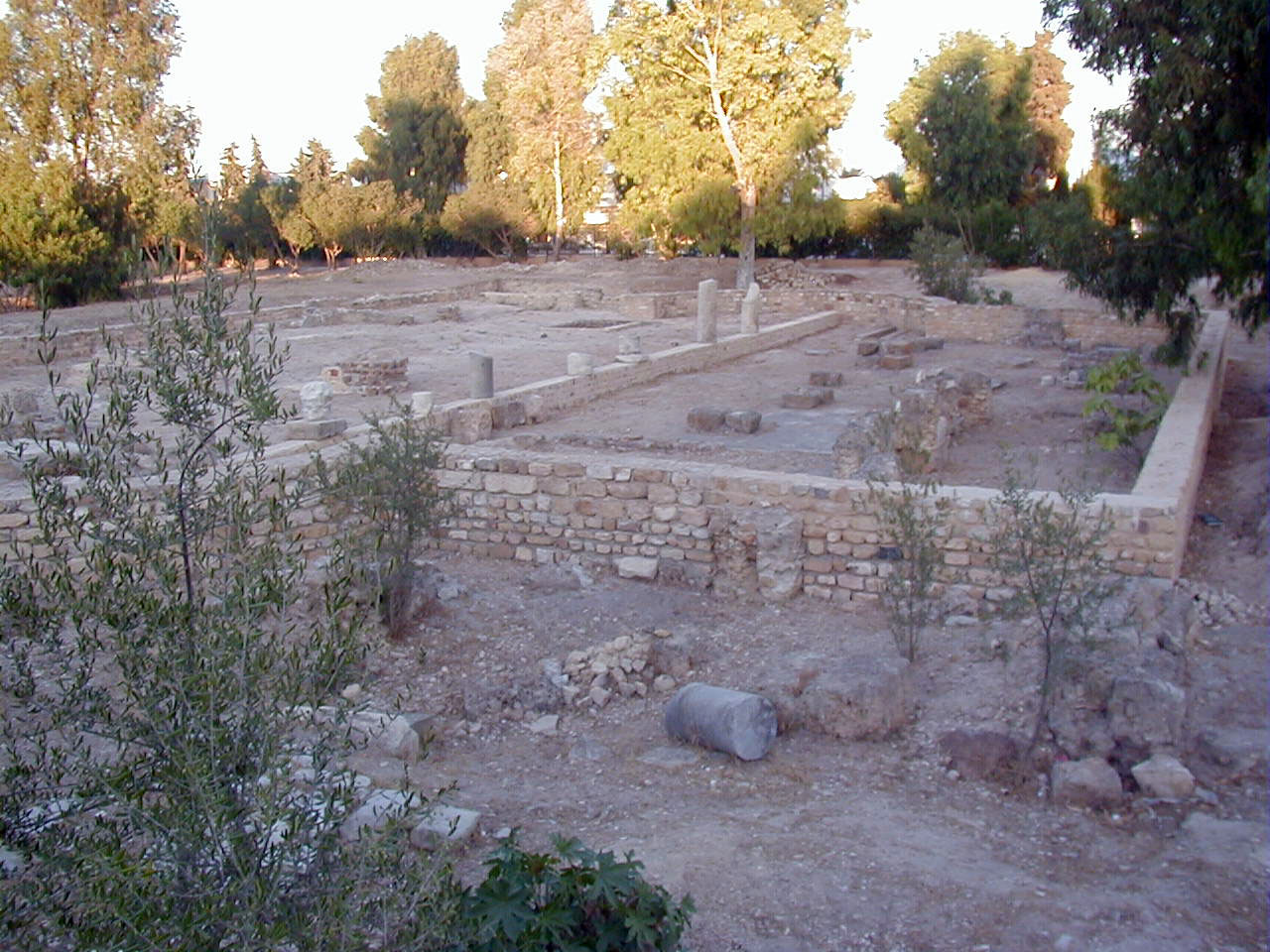
Vestiges de la basilique de Carthage

L'Église de Carthage ou Église d'Afrique était une Église établie en Afrique du Nord dans l'archidiocèse de Carthage. Elle fut liée pendant toute son histoire à l'Église de Rome. L'Église disparut au XIe siècle du fait de l'expansion de l'Islam dans la région.

## Histoire

### Conciles locaux
- Conciles de Carthage (251-256)
- Concile de Carthage (412)